# Fussballclub Sankt Gallen 1879 2014-2015
Questa voce raccoglie le informazioni riguardanti il Fussballclub Sankt Gallen 1879 nelle competizioni ufficiali della stagione 2014-2015.

## Stagione
Nella stagione 2014-2015 il San Gallo, allenato da Jeff Saibene, concluse il campionato di Super League al 6º posto. In Coppa Svizzera il San Gallo fu eliminato in semifinale dal Basilea.

## Rosa
| N. |                               | Ruolo | Calciatore          |
| -- | ----------------------------- | ----- | ------------------- |
| 1  | Svizzera (bandiera)           | P     | Daniel Lopar        |
| 2  | Germania (bandiera)           | D     | Daniel Dziwniel     |
| 3  | Svizzera (bandiera)           | D     | Mickaël Facchinetti |
| 5  | Brasile (bandiera)            | C     | Everton Bilher      |
| 7  | Francia (bandiera)            | C     | Geoffrey Tréand     |
| 8  | Macedonia del Nord (bandiera) | C     | Muhamed Demiri      |
| 9  | Francia (bandiera)            | A     | Yannis Tafer        |
| 10 | Kosovo (bandiera)             | A     | Albert Bunjaku      |
| 11 | Svizzera (bandiera)           | A     | Goran Karanović     |
| 14 | Svizzera (bandiera)           | D     | Roy Gelmi           |
| 15 | Francia (bandiera)            | D     | Stéphane Besle      |
| 16 | Svizzera (bandiera)           | D     | Pascal Thrier       |
| 18 | Svizzera (bandiera)           | P     | Marcel Herzog       |
| 19 | Lussemburgo (bandiera)        | D     | Mario Mutsch        |
| 20 | Slovenia (bandiera)           | A     | Džengis Čavušević   |

| N. |                        | Ruolo | Calciatore        |
| -- | ---------------------- | ----- | ----------------- |
| 21 | Svizzera (bandiera)    | C     | Marsel Stević     |
| 22 | Svizzera (bandiera)    | C     | Marco Aratore     |
| 23 | Serbia (bandiera)      | A     | Danijel Aleksić   |
| 23 | Svizzera (bandiera)    | A     | Boris Babić       |
| 24 | Svizzera (bandiera)    | A     | Daniel Lässer     |
| 25 | Svizzera (bandiera)    | D     | Michael Eisenring |
| 26 | Austria (bandiera)     | A     | Daniel Sikorski   |
| 27 | Svizzera (bandiera)    | C     | Marco Mathys      |
| 30 | Croazia (bandiera)     | P     | Ilija Kovačić     |
| 31 | Germania (bandiera)    | C     | Dejan Janjatović  |
| 33 | Svizzera (bandiera)    | D     | Daniele Russo     |
| 34 | Svizzera (bandiera)    | C     | Roberto Rodríguez |
| 35 | Svizzera (bandiera)    | C     | Michael Scherrer  |
| 40 | Paesi Bassi (bandiera) | P     | Jim Freid         |
| 55 | Israele (bandiera)     | D     | Nisso Kapiloto    |

## Organigramma societario
Area tecnica
- Allenatore: Jeff Saibene
- Allenatore in seconda: Daniel Tarone
- Preparatore dei portieri: Stefano Razzetti
- Preparatori atletici:

## Calciomercato

### Sessione estiva
| Acquisti | Acquisti            | Acquisti           | Acquisti |
| R.       | Nome                | da                 | Modalità |
| -------- | ------------------- | ------------------ | -------- |
| C        | Marco Aratore       | Winterthur         |          |
| A        | Boris Babić         | San Gallo II       |          |
| A        | Albert Bunjaku      | Kaiserslautern     |          |
| C        | Everton Bilher      | Lugano             |          |
| D        | Mickaël Facchinetti | Losanna            |          |
| D        | Nisso Kapiloto      | Beitar Gerusalemme |          |
| A        | Yannis Tafer        | Losanna            |          |
| D        | Pascal Thrier       | Sciaffusa          |          |
| C        | Geoffrey Tréand     | Servette           |          |

| Cessioni | Cessioni           | Cessioni      | Cessioni |
| R.       | Nome               | a             | Modalità |
| -------- | ------------------ | ------------- | -------- |
| D        | Ilija Ivić         | Sciaffusa     |          |
| C        | Marco Franin       | Chiasso       |          |
| D        | Nicholas Lüchinger | Chiasso       |          |
| D        | Ivan Martić        | Verona        |          |
| C        | Stéphane Nater     | Club Africain |          |
| A        | Matias Vitkieviez  | Young Boys    |          |
| C        | Sébastien Wüthrich | Sion          |          |

### Sessione invernale
| Acquisti | Acquisti        | Acquisti     | Acquisti |
| R.       | Nome            | da           | Modalità |
| -------- | --------------- | ------------ | -------- |
| D        | Daniel Dziwniel | Ruch Chorzów |          |
| D        | Roy Gelmi       | San Gallo II |          |

| Cessioni | Cessioni        | Cessioni            | Cessioni |
| R.       | Nome            | a                   | Modalità |
| -------- | --------------- | ------------------- | -------- |
| D        | Ermir Lenjani   | Rennes              |          |
| A        | Alhassane Keita | Jacksonville Armada |          |

## Risultati

### Super League

#### Prima fase, girone di andata
| Arbitro: | Schärer |

|                                |           |                   |
| Čavušević 14’ Gajić 52’ (aut.) | Marcatori | 23’ Kubo 90’ Afum |

| Arbitro: | Pache |

|               |           |  |
| Christofī 72’ | Marcatori |  |

| Arbitro: | San |

|                          |           |            |
| Mathys 78’ Čavušević 90’ | Marcatori | 9’ Freuler |

| Arbitro: | Bieri |

|                           |           |                      |
| Čavušević 72’ Bunjaku 83’ | Marcatori | 26’ Radice 66’ Garat |

| Arbitro: | Hänni |

|  |           |                  |
|  | Marcatori | 40’, 44’ Bunjaku |

| Arbitro: | San |

|                                             |           |               |
| Siegfried 42’ Reinmann 45’ Besle 80’ (aut.) | Marcatori | 31’ Rodríguez |

| Arbitro: | Erlachner |

|  |           |                       |
|  | Marcatori | 77’ Rikan 79’ Etoundi |

| Arbitro: | Studer |

|                     |           |                     |
| Grippo 27’ Lang 57’ | Marcatori | 19’ Tafer 62’ Russo |

| Arbitro: | Bieri |

|                                          |           |  |
| Tréand 4’ Tafer 29’ Rodríguez 90’ (rig.) | Marcatori |  |

#### Prima fase, girone di ritorno
| Arbitro: | Erlachner |

|             |           |                     |
| Lezcano 90’ | Marcatori | 45’ Russo 64’ Besle |

| Arbitro: | Amhof |

|                           |           |           |
| Čavušević 84’ Bunjaku 90’ | Marcatori | 56’ Callà |

| Arbitro: | Klossner |

|  |           |                                |
|  | Marcatori | 44’ Besle 76’ Tafer 83’ Tréand |

| Arbitro: | Erlachner |

|                      |           |               |
| Chikhaoui 58’ (rig.) | Marcatori | 73’ Karanović |

| Arbitro: | Studer |

|                      |           |  |
| Rodríguez 67’ (rig.) | Marcatori |  |

| Arbitro: | Klossner |

|                             |           |  |
| Salatic 59’ Dabour 88’, 90’ | Marcatori |  |

| Arbitro: | Jaccottet |

|                                          |           |                                    |
| Tafer 72’ Rodríguez 84’ (rig.) Russo 90’ | Marcatori | 16’ Sutter 51’, 68’ (rig.) Neumayr |

| Arbitro: | Erlachner |

|                                                |           |                      |
| Hoarau 16’, 48’ (rig.) Vilotić 44’ Steffen 69’ | Marcatori | 8’ Aratore 38’ Tafer |

| Arbitro: | San |

|                      |           |  |
| Mathys 49’ Tafer 68’ | Marcatori |  |

#### Seconda fase, girone di andata
| Arbitro: | Klossner |

|               |           |                                                  |
| Čavušević 77’ | Marcatori | 8’ Etoundi 13’ Schönbächler 71’ Rikan 84’ Sadiku |

| San Gallo 15 febbraio 2015, ore 13:45 CET 20ª giornata | San Gallo | 0 – 0 referto | Lucerna | AFG Arena (10 957 spett.)\| Arbitro: \| Hänni \| |
| Arbitro:                                               | Hänni     |               |         |                                                  |

| Arbitro: | Amhof |

|                     |           |  |
| Konaté 1’, 24’, 90’ | Marcatori |  |

| Arbitro: | Bieri |

|                      |           |          |
| Rodríguez 90’ (rig.) | Marcatori | 31’ Lang |

| Arbitro: | Klossner |

|  |           |                           |
|  | Marcatori | 30’ Bunjaku 90’ Rodríguez |

| Arbitro: | Schärer |

|                         |           |                      |
| Sikorski 15’ Tréand 42’ | Marcatori | 9’ Delgado 35’ Callà |

| Arbitro: | Pache |

|                               |           |            |
| Burgmeier 17’, 65’ Stahel 44’ | Marcatori | 72’ Mathys |

| Arbitro: | Hänni |

|                                                 |           |            |
| Frontino 4’ Wittwer 8’ González 46’ Hediger 83’ | Marcatori | 82’ Lässer |

| Arbitro: | Bieri |

|                                              |           |            |
| Rodríguez 53’ Tafer 66’ (rig.) Karanović 90’ | Marcatori | 24’ Gerndt |

#### Seconda fase, girone di ritorno
| Arbitro: | Pache |

|             |           |                    |
| Etoundi 32’ | Marcatori | 73’, 90’ Karanović |

| Arbitro: | Fähndrich |

|           |           |                                    |
| Mathys 3’ | Marcatori | 53’ (aut.) Facchinetti 77’ Schürpf |

| Arbitro: | Erlachner |

|                                                                          |           |                            |
| Jantscher 3’ (rig.), 12’ Sarr 42’ Schneuwly 61’ Affolter 76’ Lezcano 81’ | Marcatori | 7’ Čavušević 82’ Karanović |

| Arbitro: | Amhof |

|  |           |            |
|  | Marcatori | 52’ Konaté |

| Arbitro: | San |

|                                         |           |               |
| Hoarau 5’ (rig.) Zárate 40’ Nuzzolo 90’ | Marcatori | 56’ Čavušević |

| Arbitro: | Pache |

|                     |           |  |
| Dabour 66’ Caio 88’ | Marcatori |  |

| Arbitro: | Bieri |

|                                 |           |           |
| Tafer 35’ (rig.) Janjatović 90’ | Marcatori | 67’ Rojas |

| Arbitro: | Klossner |

|                                            |           |               |
| Karanović 16’, 67’, 70’, 74’ Čavušević 90’ | Marcatori | 53’ Slišković |

| Arbitro: | Studer |

|                                             |           |                                    |
| Streller 17’ Samuel 50’ Zuffi 78’ Ajeti 87’ | Marcatori | 30’ Mathys 38’ Aleksić 54’ Aratore |

### Coppa Svizzera
| 23 agosto 2014, ore 15:00 CEST Primo turno | Baden | 0 – 3 | San Gallo |  |

| 21 settembre 2014, ore 15:30 CEST Secondo turno | Le Mont | 1 – 2 | San Gallo |  |

| 29 ottobre 2014, ore 20:00 CET Ottavi di finale | San Gallo | 2 – 1 | Thun |  |

| Arbitro: | Jaccottet |

|  |           |                                                              |
|  | Marcatori | 27’, 53’ Sikorski 44’ (rig.) Rodríguez 57’ Aratore 88’ Tafer |

| Arbitro: | Klossner |

|               |           |                                  |
| Čavušević 86’ | Marcatori | 14’, 60’ Gashi 44’ (aut.) Mutsch |

## Statistiche

### Statistiche di squadra
| Competizione   | Punti | In casa | In casa | In casa | In casa | In casa | In casa | In trasferta | In trasferta | In trasferta | In trasferta | In trasferta | In trasferta | Totale | Totale | Totale | Totale | Totale | Totale | DR |
| Competizione   | Punti | G       | V       | N       | P       | Gf      | Gs      | G            | V            | N            | P            | Gf           | Gs           | G      | V      | N      | P      | Gf     | Gs     | DR |
| -------------- | ----- | ------- | ------- | ------- | ------- | ------- | ------- | ------------ | ------------ | ------------ | ------------ | ------------ | ------------ | ------ | ------ | ------ | ------ | ------ | ------ | -- |
| Super League   | 47    | 18      | 8       | 6       | 4       | 32      | 24      | 18           | 5            | 2            | 11           | 25           | 41           | 36     | 13     | 8      | 15     | 57     | 65     | -8 |
| Coppa Svizzera | -     | 2       | 1       | 0       | 1       | 3       | 4       | 3            | 3            | 0            | 0            | 10           | 1            | 5      | 4      | 0      | 1      | 13     | 5      | +8 |
| Totale         | 47    | 20      | 9       | 6       | 5       | 35      | 28      | 21           | 8            | 2            | 11           | 35           | 42           | 41     | 17     | 8      | 16     | 70     | 70     | 0  |

### Andamento in campionato
| Giornata  | 1 | 2 | 3 | 4 | 5 | 6 | 7 | 8 | 9 | 10 | 11 | 12 | 13 | 14 | 15 | 16 | 17 | 18 | 19 | 20 | 21 | 22 | 23 | 24 | 25 | 26 | 27 | 28 | 29 | 30 | 31 | 32 | 33 | 34 | 35 | 36 |
| --------- | - | - | - | - | - | - | - | - | - | -- | -- | -- | -- | -- | -- | -- | -- | -- | -- | -- | -- | -- | -- | -- | -- | -- | -- | -- | -- | -- | -- | -- | -- | -- | -- | -- |
| Luogo     | C | T | C | C | T | T | C | T | C | T  | C  | T  | T  | C  | T  | C  | T  | C  | C  | C  | T  | C  | T  | C  | T  | T  | C  | T  | C  | T  | C  | T  | T  | C  | C  | T  |
| Risultato | N | P | V | N | V | P | P | N | V | V  | V  | V  | N  | V  | P  | N  | P  | V  | P  | N  | P  | N  | V  | N  | P  | P  | V  | V  | P  | P  | P  | P  | P  | V  | V  | P  |
| Posizione | 4 | 6 | 5 | 5 | 3 | 5 | 6 | 6 | 5 | 5  | 5  | 3  | 3  | 3  | 3  | 4  | 5  | 4  | 5  | 5  | 5  | 5  | 5  | 5  | 5  | 5  | 5  | 5  | 5  | 5  | 5  | 5  | 7  | 6  | 5  | 6  |

Legenda:

Luogo: C = Casa; T = Trasferta. Risultato: V = Vittoria; N = Pareggio; P = Sconfitta.

### Statistiche dei giocatori
| Giocatore      | Super League | Super League | Super League | Super League | Coppa Svizzera | Coppa Svizzera | Coppa Svizzera | Coppa Svizzera | Totale   | Totale | Totale      | Totale     |
| Giocatore      | Presenze     | Reti         | Ammonizioni  | Espulsioni   | Presenze       | Reti           | Ammonizioni    | Espulsioni     | Presenze | Reti   | Ammonizioni | Espulsioni |
| -------------- | ------------ | ------------ | ------------ | ------------ | -------------- | -------------- | -------------- | -------------- | -------- | ------ | ----------- | ---------- |
| D. Aleksić     | 4            | 1            | 1            | 0            | 0              | 0              | 0              | 0              | 4        | 1      | 1           | 0          |
| M. Aratore     | 24           | 2            | 0            | 0            | 1              | 1              | 1              | 0              | 25       | 3      | 1           | 0          |
| B. Babić       | 0            | 0            | 0            | 0            | 0              | 0              | 0              | 0              | 0        | 0      | 0           | 0          |
| S. Besle       | 28           | 2            | 9            | 2            | 2              | 0              | 1              | 0              | 30       | 2      | 10          | 2          |
| A. Bunjaku     | 29           | 5            | 4            | 0            | 1              | 0              | 0              | 0              | 30       | 5      | 4           | 0          |
| M. Demiri      | 9            | 0            | 2            | 0            | 0              | 0              | 0              | 0              | 9        | 0      | 2           | 0          |
| D. Dziwniel    | 3            | 0            | 0            | 0            | 1              | 0              | 0              | 0              | 4        | 0      | 0           | 0          |
| M. Eisenring   | 1            | 0            | 1            | 0            | 0              | 0              | 0              | 0              | 1        | 0      | 1           | 0          |
| M. Facchinetti | 23           | 0            | 5            | 0            | 1              | 0              | 0              | 0              | 24       | 0      | 5           | 0          |
| J. Freid       | 0            | 0            | 0            | 0            | 0              | 0              | 0              | 0              | 0        | 0      | 0           | 0          |
| R. Gelmi       | 4            | 0            | 1            | 0            | 0              | 0              | 0              | 0              | 4        | 0      | 1           | 0          |
| M. Herzog      | 19           | 0            | 4            | 0            | 1              | 0              | 0              | 0              | 20       | 0      | 4           | 0          |
| D. Janjatović  | 27           | 1            | 4            | 0            | 2              | 0              | 1              | 0              | 29       | 1      | 5           | 0          |
| N. Kapiloto    | 13           | 0            | 5            | 0            | 0              | 0              | 0              | 0              | 13       | 0      | 5           | 0          |
| G. Karanović   | 26           | 9            | 0            | 0            | 0              | 0              | 0              | 0              | 26       | 9      | 0           | 0          |
| I. Kovačić     | 0            | 0            | 0            | 0            | 0              | 0              | 0              | 0              | 0        | 0      | 0           | 0          |
| E. Lenjani     | 12           | 0            | 1            | 0            | 0              | 0              | 0              | 0              | 12       | 0      | 1           | 0          |
| D. Lopar       | 17           | 0            | 1            | 0            | 1              | 0              | 0              | 0              | 18       | 0      | 1           | 0          |
| D. Lässer      | 1            | 1            | 0            | 0            | 1              | 0              | 0              | 0              | 2        | 1      | 0           | 0          |
| M. Mathys      | 32           | 5            | 3            | 0            | 1              | 0              | 0              | 0              | 33       | 5      | 3           | 0          |
| P. Montandon   | 3            | 0            | 0            | 0            | 0              | 0              | 0              | 0              | 3        | 0      | 0           | 0          |
| M. Mutsch      | 27           | 0            | 4            | 0            | 1              | 0              | 1              | 0              | 28       | 0      | 5           | 0          |
| R. Rodríguez   | 28           | 7            | 4            | 1            | 2              | 1              | 0              | 0              | 30       | 8      | 4           | 1          |
| D. Russo       | 18           | 3            | 4            | 1            | 2              | 0              | 0              | 0              | 20       | 3      | 4           | 1          |
| M. Scherrer    | 0            | 0            | 0            | 0            | 0              | 0              | 0              | 0              | 0        | 0      | 0           | 0          |
| D. Sikorski    | 8            | 1            | 0            | 0            | 2              | 2              | 0              | 0              | 10       | 3      | 0           | 0          |
| M. Stević      | 0            | 0            | 0            | 0            | 0              | 0              | 0              | 0              | 0        | 0      | 0           | 0          |
| Y. Tafer       | 29           | 8            | 3            | 0            | 2              | 1              | 0              | 0              | 31       | 9      | 3           | 0          |
| P. Thrier      | 25           | 0            | 3            | 0            | 1              | 0              | 0              | 0              | 26       | 0      | 3           | 0          |
| G. Tréand      | 33           | 3            | 7            | 0            | 2              | 0              | 0              | 0              | 35       | 3      | 7           | 0          |
| E. Everton     | 24           | 0            | 10           | 2            | 2              | 0              | 0              | 1              | 26       | 0      | 10          | 3          |
| D. Čavušević   | 36           | 8            | 3            | 0            | 2              | 1              | 0              | 0              | 38       | 9      | 3           | 0          |